# 小行星4010
小行星4010（英語：4010 Nikolʹskij）是一颗围绕太阳公转的小行星。1977年8月21日，尼古拉·切爾尼赫在克里米亚发现了此天体。
这颗小行星的绝对星等为339.7296191401126等。